# 夏井貴浩
夏井 貴浩（なつい たかひろ、1963年12月14日 - ）は、日本の俳優、声優。東京都出身。。以前は劇団古今集、東京俳優生活協同組合、希楽星、雀組ホエールズ（2018年11月 - 2022年12月）に所属していた。俳協養成所14期生。

## 出演

### テレビドラマ
- 明るい家族計画
- 駅弁刑事・神保徳之助2 - 公安刑事
- オンリー・ユー〜愛されて〜
- 高校教師
- 14才の母 - 債権者
- 女子アナ。
- ずっとあなたが好きだった
- セカンド・チャンス
- ドリーム☆アゲイン - 東京地検特捜部の男
- 特命係長 只野仁 - 上司
- トップキャスター - 秘書
- DRAMA COMPLEX・恋人たちの記憶 - 医師
- 信長 KING OF ZIPANGU
- はぐれ刑事純情派
- HOTEL
- 木曜の怪談
- 毛利元就
- 冠婚葬祭部長
- ダイエット三姉妹の旅情事件簿 - 刑事
- 宮部みゆきミステリー パーフェクト・ブルー - 山瀬憲治

### 特撮
- 仮面ライダークウガ（ン・ダグバ・ゼバの声（1話のみ））
- スーパー戦隊シリーズ
  - 救急戦隊ゴーゴーファイブ（デスタグの声）
  - 未来戦隊タイムレンジャー（エンボスの声）

### テレビ番組
- ニュースステーション（ボイスオーバー）
- これってナンダイ!?市立柏研Q所 - カシケン博士（柏市広報番組　J:COM東関東）

### イベントMC
- 東京モーターショー
- ファミリーマート社内コンベンション
- ビジネスショー

### 舞台
- 15（2017年）
- 硝子の獣（2018年）
- 享保の暗闘～吉宗と宗春（2018年）
- ひまわりの見た夢～Re-act（2019年）
- ひまわりの見た夢～ワスレナグサ（2019年）
- 広島に原爆を落とす日（2019年）
- ピラミッドのつくりかた（2019年）